# 76-mm-Divisionskanone M1902/30
Die 76,2-mm Divizionnaja puschka Modell 1902/30 (Russisch:76-мм дивизионная пушка образца 1902/30, deutsch: 76-mm Divisionskanone Modell 1902/30) (GAU Index 52-P-354V) ist ein Feldkanone, die ursprünglich vor dem Ersten Weltkrieg entwickelt wurde und in der Sowjetunion in den 1930er Jahren modernisiert wurde. Das vor dem Zweiten Weltkrieg bei praktisch allen sowjetischen Infanterie-Divisionen zu findende Geschütz wurde, obwohl es Ende der 1930er Jahre schon als veraltet galt, in allen Konflikten der jungen Sowjetunion eingesetzt.

## Entwicklung
Die Ausrüstung der Roten Armee stammte nach dem Russischen Bürgerkrieg nahezu ausschließlich aus dem ehemaligen Artilleriepark des zaristischen Russland. Obwohl manche der Geschütze technisch zu Beginn des Bürgerkriegs noch nicht sehr alt waren, entsprachen diese nicht mehr den Anforderungen an die moderne Kriegsführung. Doch fehlte in der jungen Sowjetunion das technische Konstruktionswissen, um neue Geschütze zu entwickeln. Auch waren die industriellen Möglichkeiten des jungen Staates noch nicht vollkommen entwickelt. So verblieb als die Lösung für die vorläufige Ausrüstung der eigenen Streitkräfte als beste Lösung die Modernisierung alter Geschütze. Dies war eine kommerziell leichter darstellbare Lösung dar, um ein Massenheer ausgerüstet zu halten.
Ausgangspunkt der Entwicklung bildete das 76-mm-Drei-Zoll-Geschütz Modell 1902. Dieses Geschütz war in der zaristischen Armee weit verbreitet gewesen. In den Entwicklungs- beziehungsweise Konstruktionsbüros der Sowjetunion, dem Werk Nr. 7 in Leningrad, dem Werk Nr. 13 in Brjansk und dem Werk 172 in Perm wurde daran gearbeitet die Reichweite des alten Modell 1902 zu steigern. Verschiedene Entwürfe wurde geschaffen, von denen jedoch nur noch wenig bekannt ist.
Das Konstruktionsbüro Nr. 13 präsentiert schließlich einen Entwurf der sich vom alten Geschütz folgendermaßen unterschied:
- Einführung einer Mündungsbremse
- Rohrerhöhung von 16° auf 27° gesteigert
- Reduzierter Rohrrücklauf (von 1000 auf 600 mm)
- Verbesserte Lafette (Mittelteil)
- Verbesserter Vorhol- und Rücklaufmechanismus

Das Büro des Werk Nr. 7 präsentierte drei verschiedene Entwürfe, die sich jeweils in einer Reihe von Details unterschieden. Es gab Mündungsbremsen, eine veränderte Lafette und mehr. Die Geschütze hatten einen größeren Höhenrichtbereich von bis zu 45° und die Lafette wurde nicht völlig geändert.
Das Permer Werk unter der Leitung von W.N. Sidorenko überarbeitete den gesamten Entwurf des Geschützes. Es gab keine Mündungsbremse, es wurde ein Ausgleicher für das Höhenrichten vorgesehen und die Lafette wurde vollständig überarbeitet.
Die Einführung des nun als Modell 1902/30 bezeichneten Geschütz erfolgte offiziell ab 1931. Zuvor war der bevorzugte Entwurf 1930 umfassend geprüft und erprobt worden. Obwohl es der teuerste Umbau war und auch der technisch anspruchsvollste waren die Vorteile des Entwurfs überzeugend. Es wurde keine Mündungsbremse benötigt und sowohl die Rohre in der Kaliberlänge L/30 und L/40 konnten weiter verwendet werden.

## Galerie

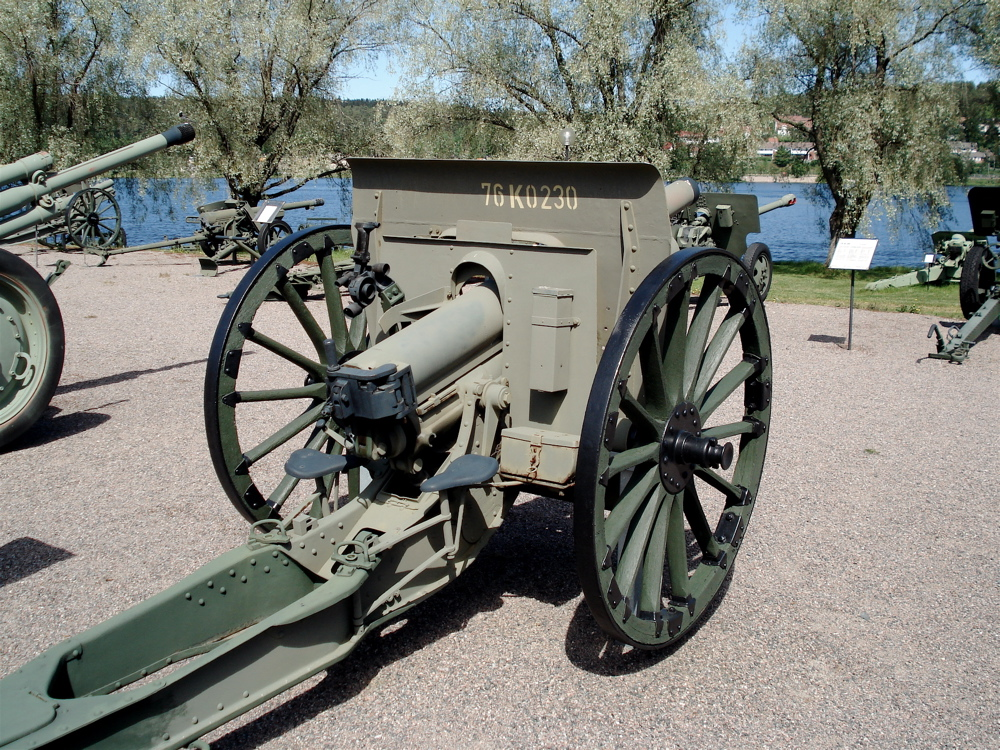
L/30 von hinten im Hämeenlinna Artillery Museum/Finnland
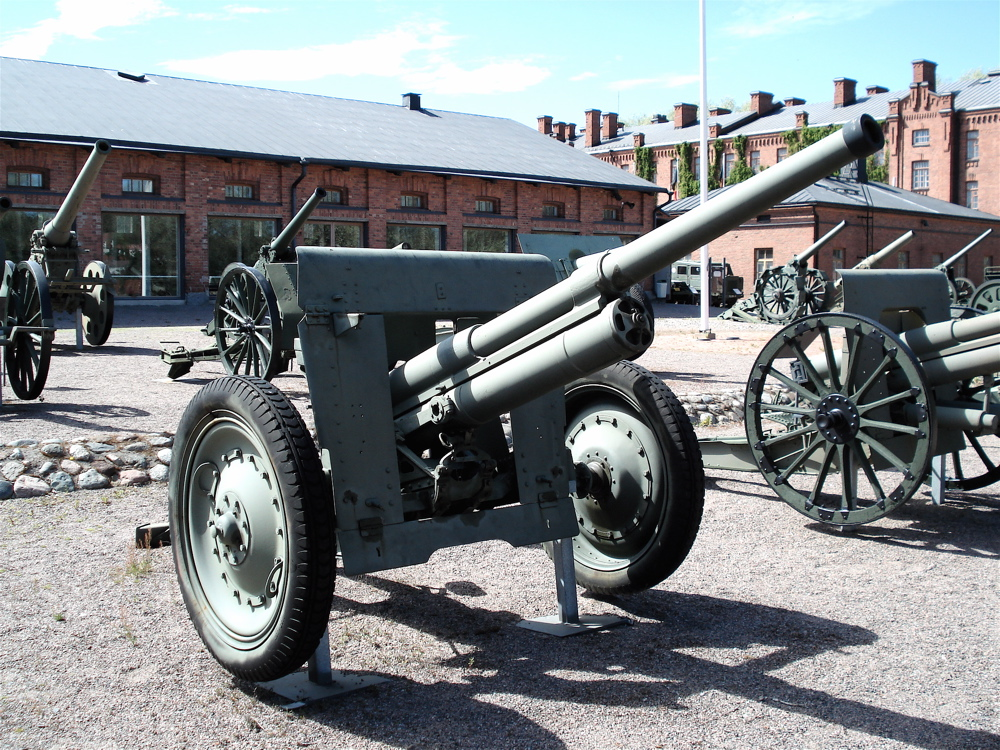
L/40 von vorne im Hämeenlinna Artillery Museum/Finnland
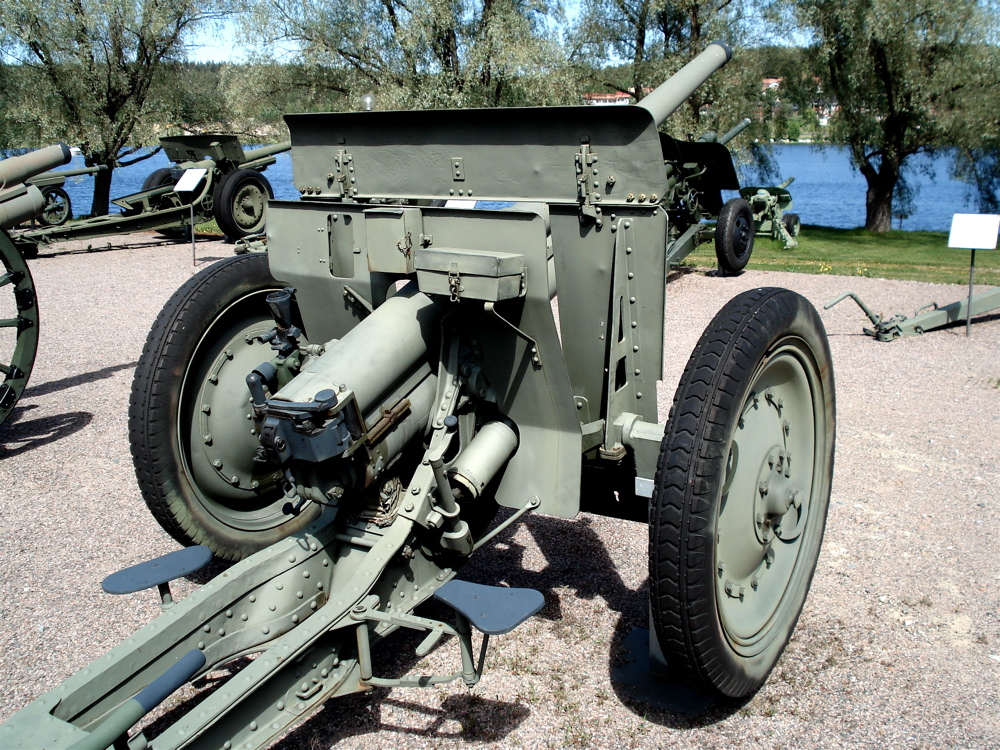
L/40 von hinten im Hämeenlinna Artillery Museum/Finnland

## Varianten

### Grundtyp 7,62-cm-Feldkanone 295 (r)
Zu Beginn des deutschen Überfalls auf die Sowjetunion konnte die Wehrmacht große Geländedurchbrüche erzielen und viele Verbänden der Roten Armee einkesseln. Nach Abschluss dieser frühen Operationen des Jahres 1941 blieben große Mengen an sowjetischem Kriegsmaterial zurück, welches von deutschen Dienststellen gesammelt und für eine weitere Verwendung vorbereitet wurde.

### 7,62-cm-Feldkanone 295/1 (r)
Als 7,62-cm-Feldkanone 295/1 (r) wurden die erbeuteten 76-mm-Divisionskanonen 02/30 L/30 (Kaliberlänge Dreizig) bezeichnet.

### 7,62-cm-Feldkanone 295/2 (r)
Als 7,62-cm-Feldkanone 295/2 (r) wurden die erbeuteten 76-mm-Divisionskanonen 02/30 L/40 (Kaliberlänge Vierzig) bezeichnet.